# 東京慈恵会医科大学附属第三病院
東京慈恵会医科大学附属第三病院 （とうきょうじけいかいいかだいがくふぞくだいさんびょういん、英語: The Jikei University Daisan Hospital）は、東京都狛江市和泉本町四丁目11-1に所在する大学病院。東京慈恵会医科大学国領キャンパスに併設されている。略称は慈恵医大第三病院。
病院の基本理念は「『病気を診ずして病人を診よ』の教えに基づき、質の高い医療を実践し、医療人を育成することにより、社会に貢献し、患者さんや家族から信頼される病院をめざす」。

## 特記事項
- 東京慈恵会医科大学精神神経科初代教授の森田正馬博士が創設した、神経症（うつ病、パニック障害、強迫性障害、病気不安症、対人恐怖や広場恐怖など）の精神療法である「森田療法」による診療が行われている。
- 東京慈恵会医科大学の創設者である高木兼寛は、軍医時代に「脚気」の予防策として、白米に麦を混ぜる「麦ごはん」を勧めたことで知られ、入院すると病院食として「麦ごはん」が提供される。
- 病院内には、三菱UFJ銀行調布支店慈恵第三病院出張所（ATMのみ）が設置されている。
- 病院敷地内の売店は慈恵実業による直営であったが、リニューアル時にローソン慈恵医大第三病院店に変更された。営業時間は24時間ではなく朝7時から夜21時まで、タバコや酒の取り扱いはない[1]。
- 以前は森田療法における園芸療法のため、屋外スペース「森田の庭」に喫煙所があったが[2]、リニューアル時に受動喫煙防止のため廃止され、敷地内は全面禁煙となっている[3]。

## 沿革
- 1949年（昭和24年） - 学校法人慈恵大学が、東京重機（現、JUKI）より「病院用地」として、東京都北多摩郡狛江村（当時）の土地を購入。
- 1950年（昭和25年）11月 - 東京慈恵会第三病院、開院。
- 1952年（昭和27年）1月 - 東京慈恵会医科大学附属東京病院分院第三病院と改称。
- 1962年（昭和37年）10月 - 東京慈恵会医科大学附属病院第三分院と改称。
- 1986年（昭和61年）4月 - 東京慈恵会医科大学附属第三病院と改称。

本院の歴史は、1949年（昭和24年）に学校法人慈恵大学が、東京重機（現、JUKI）より土地を購入したことから始まる。
東京重機は、太平洋戦争前より、狛江村（当時）に本社兼工場を有していた。しかし戦後、東京重機の工場は、軍事工場（工場内で、銃器を製造していた）であったということもあり、1945年（昭和20年）10月5日に米軍第8軍96軍医大隊が接収し、1948年8月2日まで、アメリカ軍の管理下に置かれた。
1949年、この医大隊が利用していた施設部分を利用する目的で、学校法人慈恵大学が土地を購入。翌1950年に東京慈恵会第三病院（当時）として開設された。
なお開設当初、狛江村役場が狛江村民に「診療券」を発行し、慈恵会第三病院に診療券を提示することで、診療費が安くなる制度があった（当時は国民健康保険制度が無い時代である）。

## 診療部門
- 精神神経科
- 総合診療部
- 救急部
- 消化器・肝臓内科
- 神経内科
- 腎臓・高血圧内科
- 循環器内科
- リウマチ・膠原病内科
- 腫瘍・血液内科
- 糖尿病・代謝・内分泌内科
- 呼吸器内科
- 小児科
- 皮膚科
- 外科
- 整形外科
- 脳神経外科
- 形成外科
- 産婦人科
- 泌尿器科
- 眼科
- 耳鼻咽喉科
- リハビリテーション科
- 歯科（歯科口腔外科）

## 交通アクセス
- 京王電鉄京王線「国領駅」下車 徒歩10分
- 小田急電鉄小田原線「狛江駅」下車 北口より徒歩25分・バス5分（小田急バス・京王バス・狛江市コミュニティバス「こまバス」）
- 京王電鉄京王線 / 相模原線「調布駅」北口・南口よりバス10分（小田急バス・京王バス）